# Буск, Александер
Александер Магнус Буск (дат. Alexander Magnus Busch; род. 25 июля 2003) — датский футболист, защитник клуба «Силькеборг».

## Клубная карьера
Буск — воспитанник клуба «Силькеборг». 15 мая 2021 года в матче против «ХБ Кёге» он дебютировал в Первой лиге Дании. По итогам сезона игрок помог клубу выйти в элиту. 31 октября в матче против «Сённерйюска» он дебютировал в датской Суперлиги. 21 апреля 2023 года в поединке против «Ольборга» Александер забил свой первый гол за «Силькеборг». 